# Parafia św. Marii Magdaleny w Długiej Goślinie
Parafia Świętej Marii Magdaleny w Długiej Goślinie jest jedną z 6 parafii leżącą w granicach dekanatu goślińskiego. Erygowana w XIII wieku. Mieści się pod numerem 24.

## Dokumenty
Księgi metrykalne:
- ochrzczonych od 1945 roku
- małżeństw od 1945 roku
- zmarłych od 1945 roku